# Abito impero

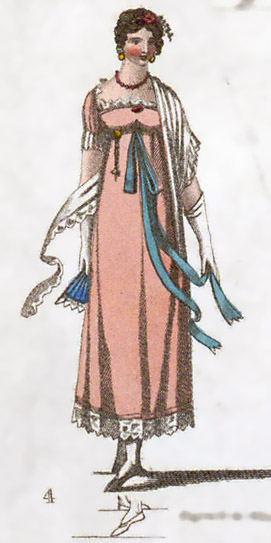
Illustrazione di un abito impero del 1811.

Con abito impero, o abito in stile impero si intende un particolare tipo di abito da donna. Caratteristica dell'abito impero è la vita molto alta, appena sotto il seno, che scende con una gonna lunga e dritta. Spesso sono dotati di una scollatura molto profonda, di un nastro o una cintura legati sotto il seno, e maniche a palloncino. Il modello più tradizionale dell'abito impero è di colore bianco.

## Storia
Ispirati ai modelli dell'abbigliamento nell'antica Grecia, gli abiti impero entrano a far parte della moda femminile europea, fra la fine del Settecento e l'inizio dell'Ottocento, da Lady Emma Hamilton e dall'imperatrice Giuseppina Bonaparte. L'abito impero segnò un taglio netto con l'opulenza e la sontuosità dei vestiti che avevano caratterizzato la moda femminile del secolo precedente.
L'abito impero è ritornato un capo di moda negli anni sessanta, grazie agli stilisti Givenchy, Dior e Balenciaga e nuovamente negli anni ottanta grazie alla collezioni di Romeo Gigli.